# منتخب النرويج لدوري الرغبي
منتخب النرويج لدوري الرغبي هو ممثل النرويج الرسمي في المنافسات الدولية في دوري الرغبي .